# Ганболдин Ганбаяр
Ганболдин Ганбаяр (монг. Ганболдын Ганбаяр; нар. 3 вересня 2000, Сухе-Батор) — монгольський футболіст, що грає на позиції нападника та півзахисника в словацькому клубі «Комарно» в оренді з угорського клубу «Академія Пушкаша», та національній збірній Монголії. Перший монгольський футболіст, який виступав у вищому дивізіоні європейського чемпіонату.

## Клубна кар'єра
Ганболдин Ганбаяр розпочав займатися футболом у ранньому віці, з 2014 року грав у складі монгольської команди «Хоромхон», спочатку в складі юнацької команди, а пізніше в основному складі клубу. У 2016 році відбув до юнацької команди угорського клубу «Академія Пушкаша», а в 2018 році уклав професійний контракт із цією угорською командою, ставши першим монгольським футболістом, який уклав професійний контракт із європейським клубом вищого дивізіону. 11 квітня 2018 року Ганбаяр повернувся до Монголії, уклавши орендну угоду з клубом «Улан-Батор Сіті». 23 квітня в складі клубу він став володарем Суперкубка Монголії. Проте вже в серпні, зігравши окрім цього лише 2 матчі в регулярній монгольській першості, Ганболдин Ганбаяр повернувся до клубу «Академія Пушкаша», де виступав за його юнацьку команду. У 2020 році він грав у оренді в клубі другого угорського дивізіону «Чаквар», за який зіграв 10 матчів. У 2020 році Ганбаяр також дебютував у вищому угорському дивізіоні, зігравши 2 матчі чемпіонату в складі «Академії Пушкаша», ставши першим монгольським футболістом, який грав у вищому дивізіоні європейської країни. З 2021 року футболіст грає в оренді в словацькому клубі «Комарно»

## Виступи за збірну
У 2013 році Ганболдин Ганбаяр грав у складі юнацької збірної Монголії віком до 14 років на чемпіонаті Азії. У 2015 році Ганбаяр грав у складі юнацької збірної Монголії віком до 17 років. З 2017 року Ганболдин Ганбаяр грає у складі молодіжної збірної Монголії. З 2019 року викликається до складу національної збірної Монголії, проте в складі національної збірної тривалий час не дебютував. У складі національної збірної дебютував у 2021 році.